# District de Điện Biên
Điện Biên est un district rural de la province de Điện Biên dans la région du Nord-ouest du Viêt Nam. 

## Géographie
La superficie du district est de 1 639 km2. 
Le chef-lieu du district est Thanh Xương.